# 茶屋町勝呂
茶屋町 勝呂（ちゃやまち すぐろ、5月28日 - ）は、日本の女性漫画家、イラストレーター。

## 作風
BL系出身ながら、トーンをほとんど使わずベタで陰影をつけ、骨格を太い線でしっかりと描くなど、硬派な印象の画風である。
説明が少ない寡黙な作風で、人物の内面描写が独特である。
コミカライズ作が多い。
連載作品は打ち切りなどで中断する事が多いため、ファン泣かせの作家でもある。

## 略歴
- 2003年 - 『あざ』にて、第37回「造本装幀コンクール展」入賞、および、「日本印刷産業連合会会長賞」を受賞。

## 作品リスト
BL作品の場合には「※BL」と特記。

### コミック
- 赤の原遊戯（1993年、2000年に大洋図書から再版） ※BL
- ジロウ（1997年、青磁ビブロス） ※BL
- 3はキライ。（1999年、松文館） ※BL
- カオルくん（2000年、大洋図書） ※BL
- あざ 全2巻 （2001年、小学館）月刊IKKI)
- 茶屋町勝呂作品集 全2巻（シロ・クロ）（2002年、大洋図書） ※BL
- BEAT POPS（2004年講談社）
- Devil May Cry3（2005年、メディアファクトリー）
- 咎狗の血（2006年、エンターブレイン） ※BL
- Lamento -BEYOND THE VOID-（2008年、エンターブレイン） ※BL

### 小説挿絵
- 守護天使の棲む森 （1994年、著者：不破飛鳥、青磁ビブロス刊） ※BL
- 闇のうつつは （1995年、著者：双海眞奈、茜新社刊） ※BL
- 帰宅 （1997年、著者：剛しいら、角川書店、角川ルビー文庫） ※BL
- HOME―A PLACE IN THE SUN （1997年、著者：かわいゆみこ、ワニブックス刊） ※BL
- 同棲生活―Living together like a boy （2000年、著者：近藤あきら、オークラ出版刊） ※BL
- 鋭利な刃物―Spell.e.s.series （2002年、著者：西条公威、イーコネクション刊） ※BL
- 弁護士は恋を自白する （2003年、著者：榎田尤利、笠倉出版、クロスノベルズ） ※BL
- 明日が世界の終わりでも （2003年、著者：榎田尤利、笠倉出版、クロスノベルズ） ※BL
- 背徳のマリア 上下巻 （2003年、著者：綺月陣、マガジン・マガジン、ピアスノベルズ） ※BL
- 魚住くん シリーズ 全5巻（著者：榎田尤利、成美堂出版、クリスタル文庫）※BL
- 「硝子の街にて」シリーズ 全22巻（著者：柏枝真郷、講談社、講談社X文庫ホワイトハート）
- ラストヘブン―生きて地獄を見た少年（2006年、著者：佐々木禎子 、徳間書店、徳間ノベルズ）
- 秘密 （2007年、著者：木原音瀬、蒼竜社刊）